# Slinky
 Der er for få eller ingen kildehenvisninger i denne artikel, hvilket er et problem. Du kan hjælpe ved at angive troværdige kilder til de påstande, som fremføres i artiklen.

En Slinky blev oprindeligt, på dansk, kaldt en trappetrold. Senere er den også omtalt som en trappefjeder. Det er et fjederformet legetøj til at lege på trappen med. Den blev opfundet af Richard James fra Philadelphia i Pennsylvania i 1943. Slinkyen kommer i mange størrelser, de er dog for det mest på størrelse af en appelsin når pakket ned. De første slinkyer blev lavet af metal, men nu bliver de også lavet af plast. Slinkyen er berømt for dens evne til at kom ned af trapper.
Slinky bliver produceret af James Industries i Hollidaysburg, Pennsylvania.